# Katedrála svatého Ondřeje (Amalfi)
Katedrála svatého Ondřeje v Amalfi neboli Dóm v Amalfi (italsky Cattedrale di Sant'Andrea nebo Duomo di Amalfi) je hlavním katolickým chrámem v Amalfi, katedrálou arcidiecéze Amalfi-Cava de 'Tirreni. Je zasvěcena apoštolovi svatému Ondřeji a nachází se na piazza Duomo v centru města.

## Dějiny

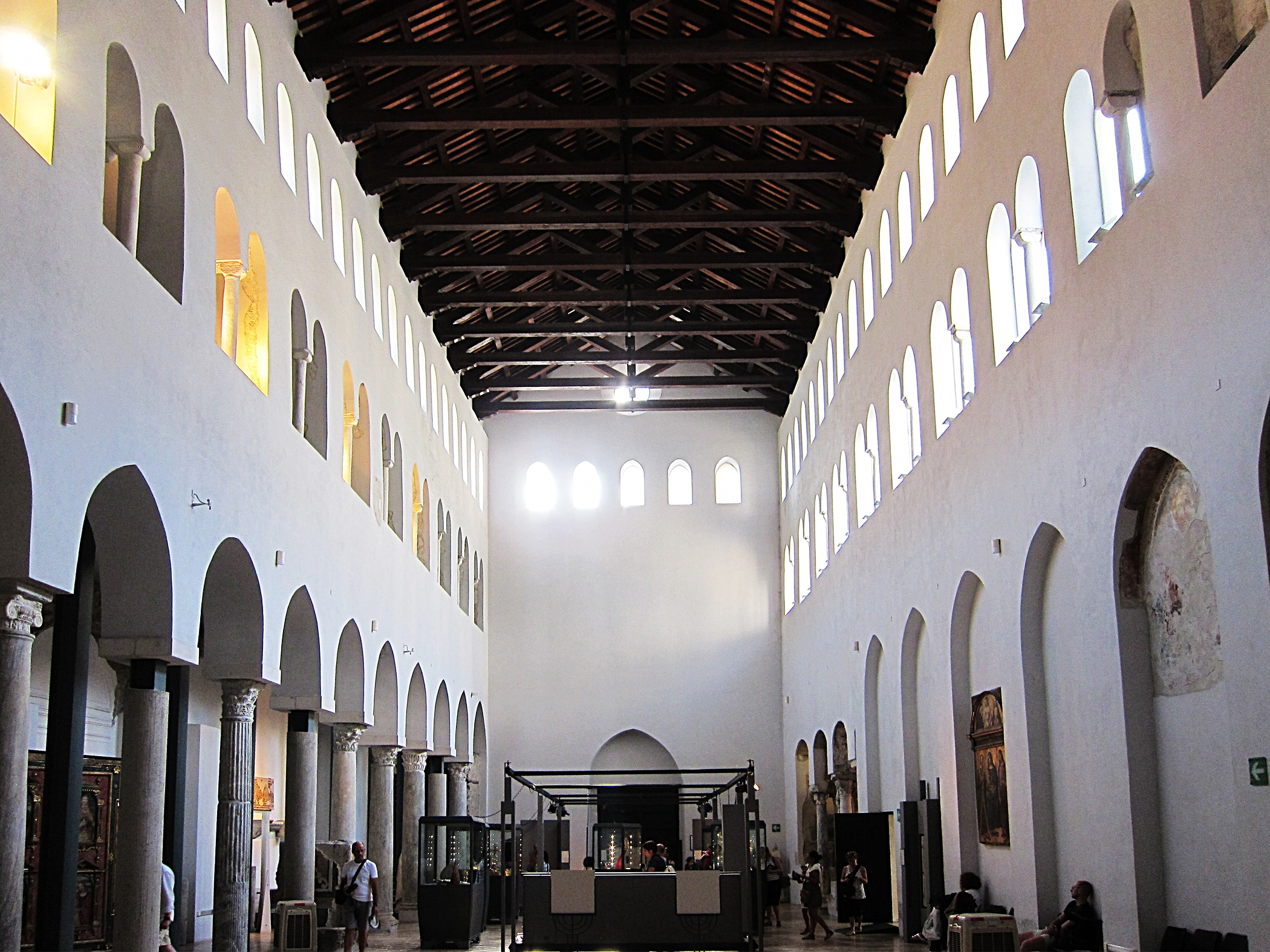
Chrámová loď původem z 9. století

Katedrálu nechal postavit vévoda Mansone I. roku 987 vedle chrámu z 9. století. Brzy se oba trojlodní kostely spojily a vytvořily jediný románský kostel se šesti loděmi (již v roce 1176 se starší stavba uvádí jako loď katedrály). Roku 1266 byl počet lodí redukován na pět po demolici levé lodi staršího kostela, aby bylo možné postavit rajský dvůr.
Počátkem novověku se dva původní kostely opět oddělily a starší se stal bazilikou sv. Kříže. Další zásahy se uskutečnily mezi 16. a 18. stoletím. Dne 24. prosince 1861 v důsledku silného větru spadla horní část špatně udržované fasády; brzy poté následovala radikální rekonstrukce fasády v duchu purismu. Novou fasádu navrhl architekt Errico Alvino v maurském slohu s neogotickými vlivy.
Zvonice katedrály byla postavena v letech 1108 až 1276.

## Umělecká díla a interiér
Na hlavním portále je luneta, která obsahuje fresku Domenica Morelliho a Paola Vetriho, dále jsou zde bronzová vrata odlitá v Konstantinopoli.
Interiér, přestavěný v barokní době, má dispozici baziliky s transeptem a apsidou. Interiér je obložen mramorem a je zde starobylé sloupoví. Strop je kazetový. Na barokním hlavním oltáři je velké plátno Ukřižování svatého Ondřeje apoštola, kopie díla Mattii Pretiho z baziliky Sant'Andrea della Valle, možná zhotovená místním malířem. V kněžišti dále je malovaný dřevěný krucifix z druhé poloviny 20. století.
V kaplích jsou uložena díla gotického a renesančního umění, například v jedné kapli je pozoruhodné dřevěné sousoší Zjevení svatého Michaela archanděla sv. Fedelovi. Na stropě zdobeném zlatými vlysy jsou zobrazeny Události ze života sv. Ondřeje. V levé lodi je relikviářová socha patrona chrámu a socha Piety. V Kapli smíření je relikvie hlavy svatého Ondřeje. V sakristii se nachází procesní socha sv. Ondřeje z 18. století.
V katedrále jsou varhany firmy Mascioni opus 835; píšťaly jsou rozděleny do dvou sekcí, jsou ovládané elektricky a mají 40 rejstříků, tři manuály a pedál.

## Krypta
Krypta postavená na hrobě svatého Ondřeje je zdobena jemnými freskami, z nichž největší představuje Příchod těla sv. Ondřeje do katedrály Amalfi. Na oltáři je bronzová socha sv. Ondřeje od Michelangela Naccherina, mramorová socha sv. Vavřince od Pietra Berniniho a socha sv. Štěpána od místního umělce.

## Galerie

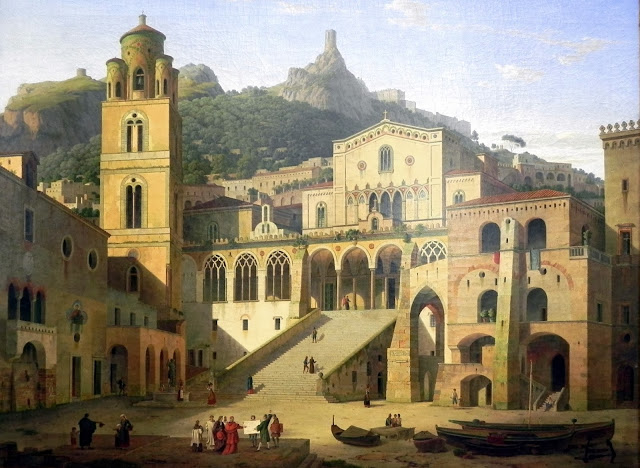
Exteriér v 17. století
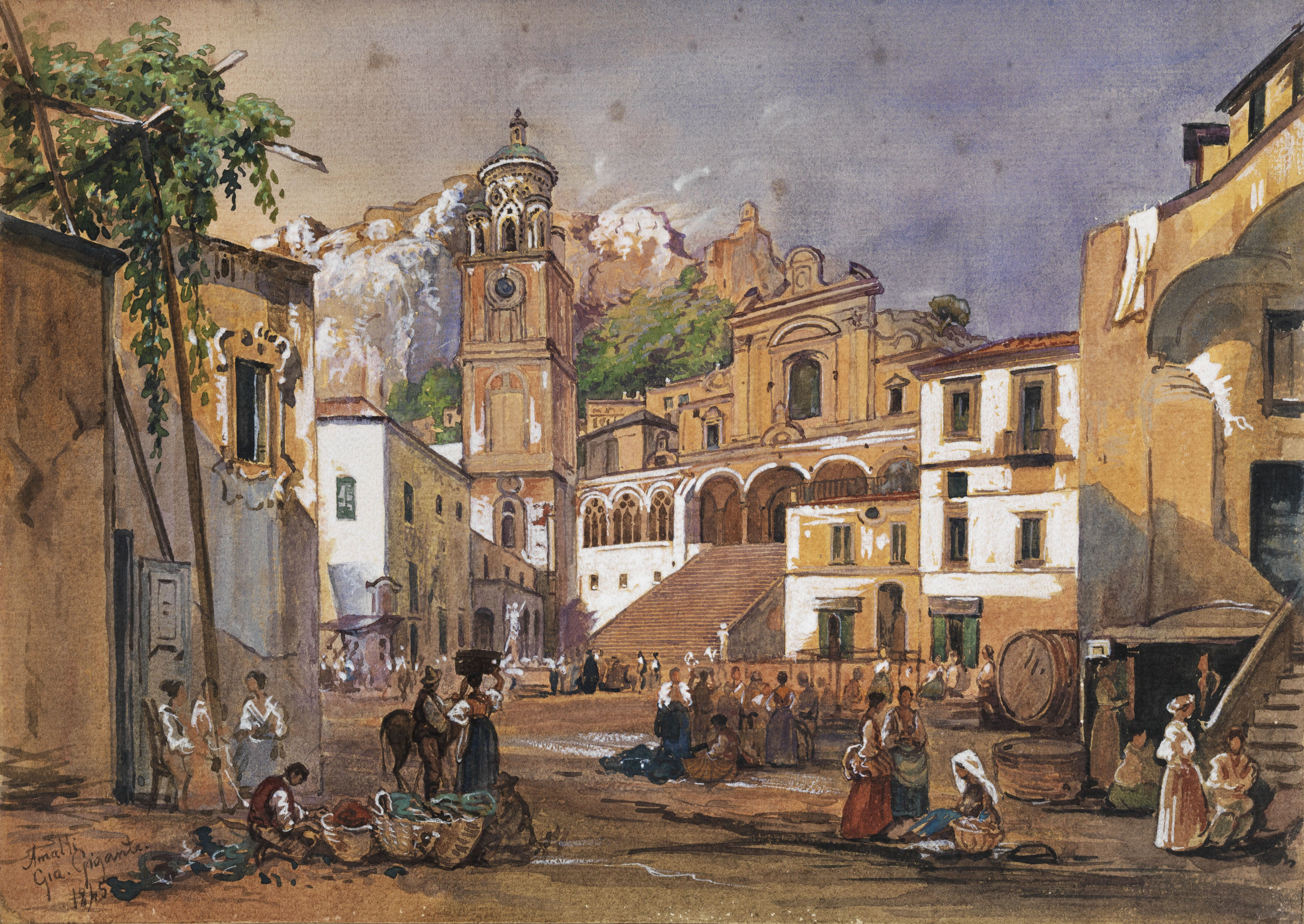
Exteriér v roce 1845
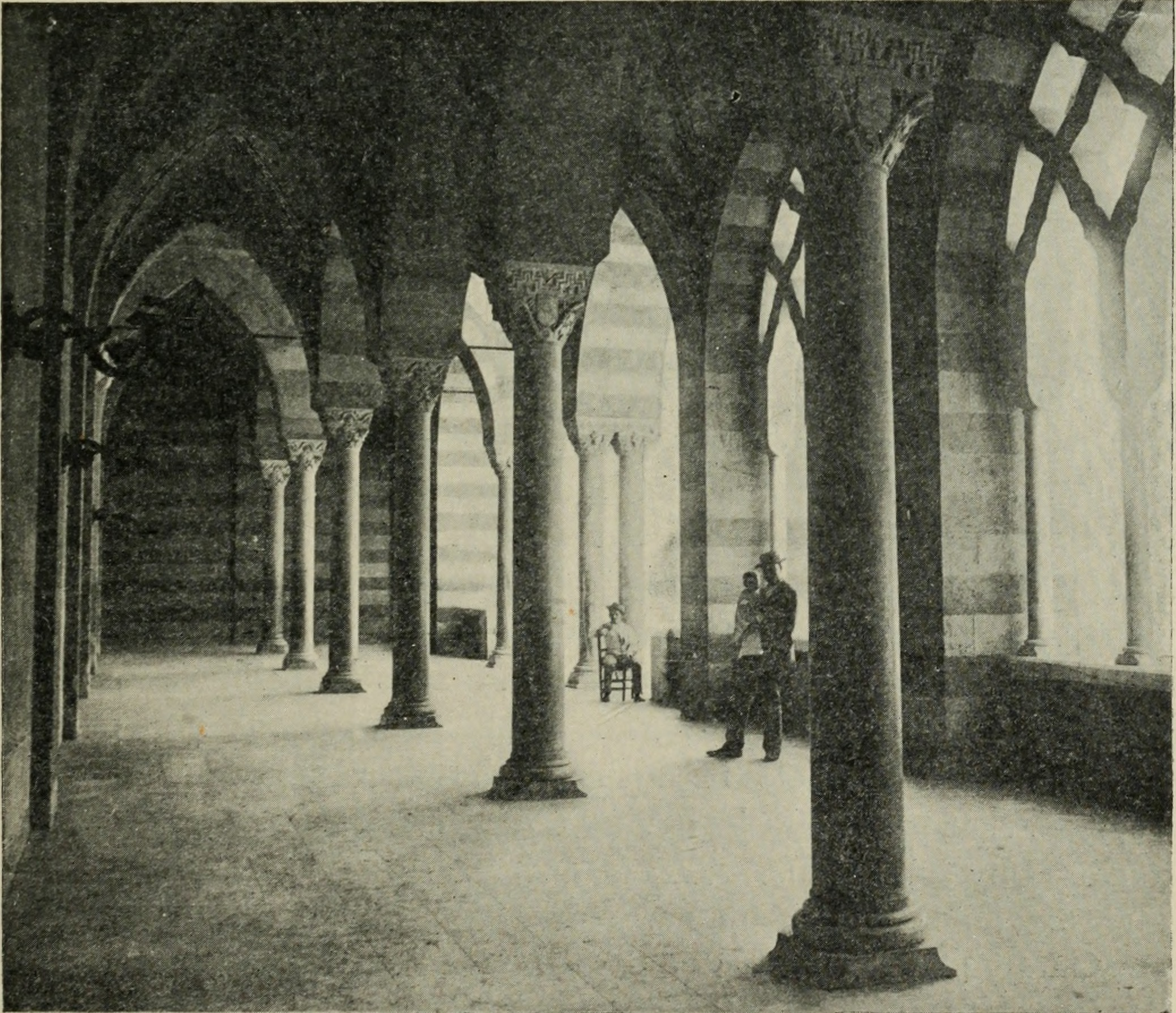
Atrium (1901)
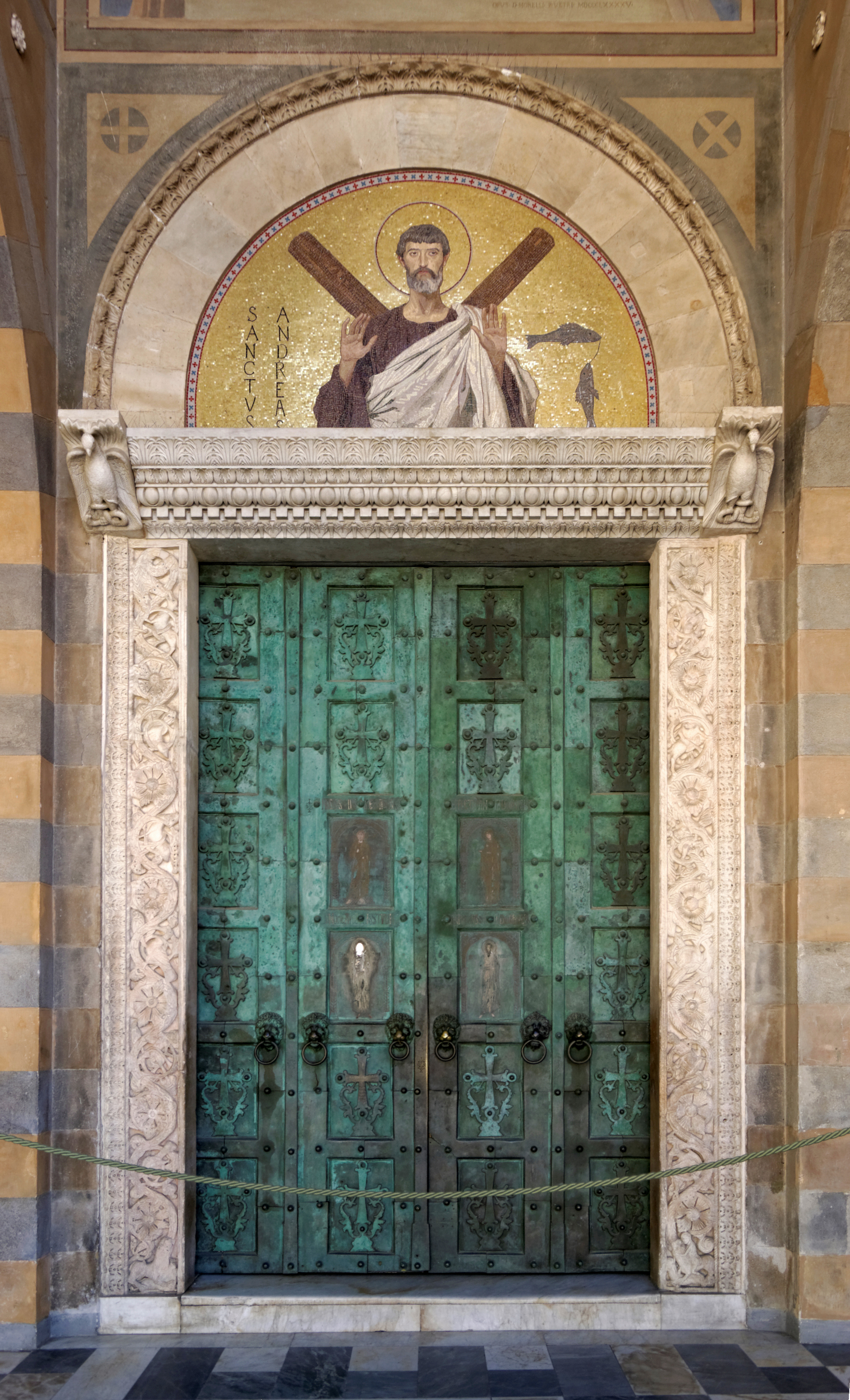
Bronzová vrata
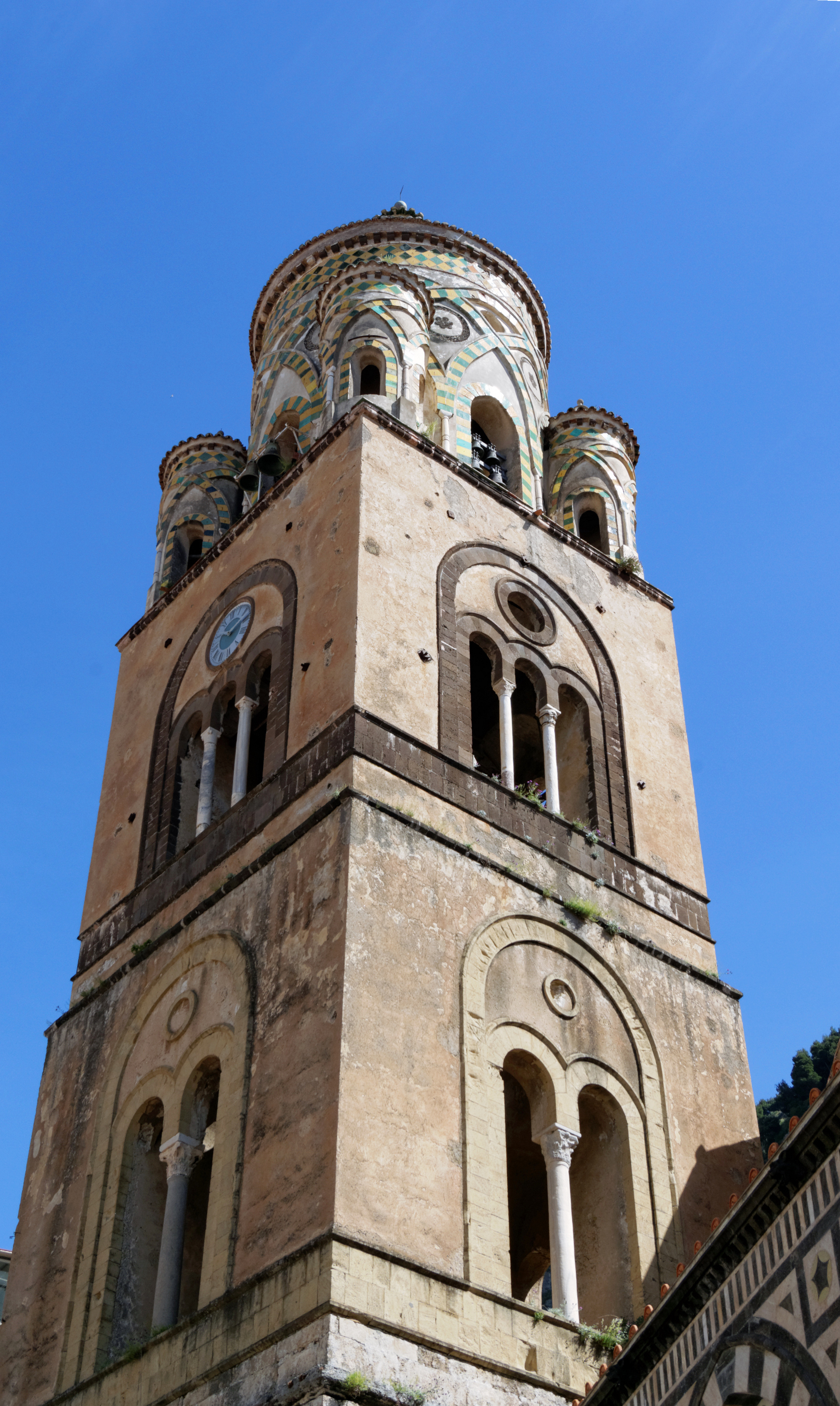
Zvonice
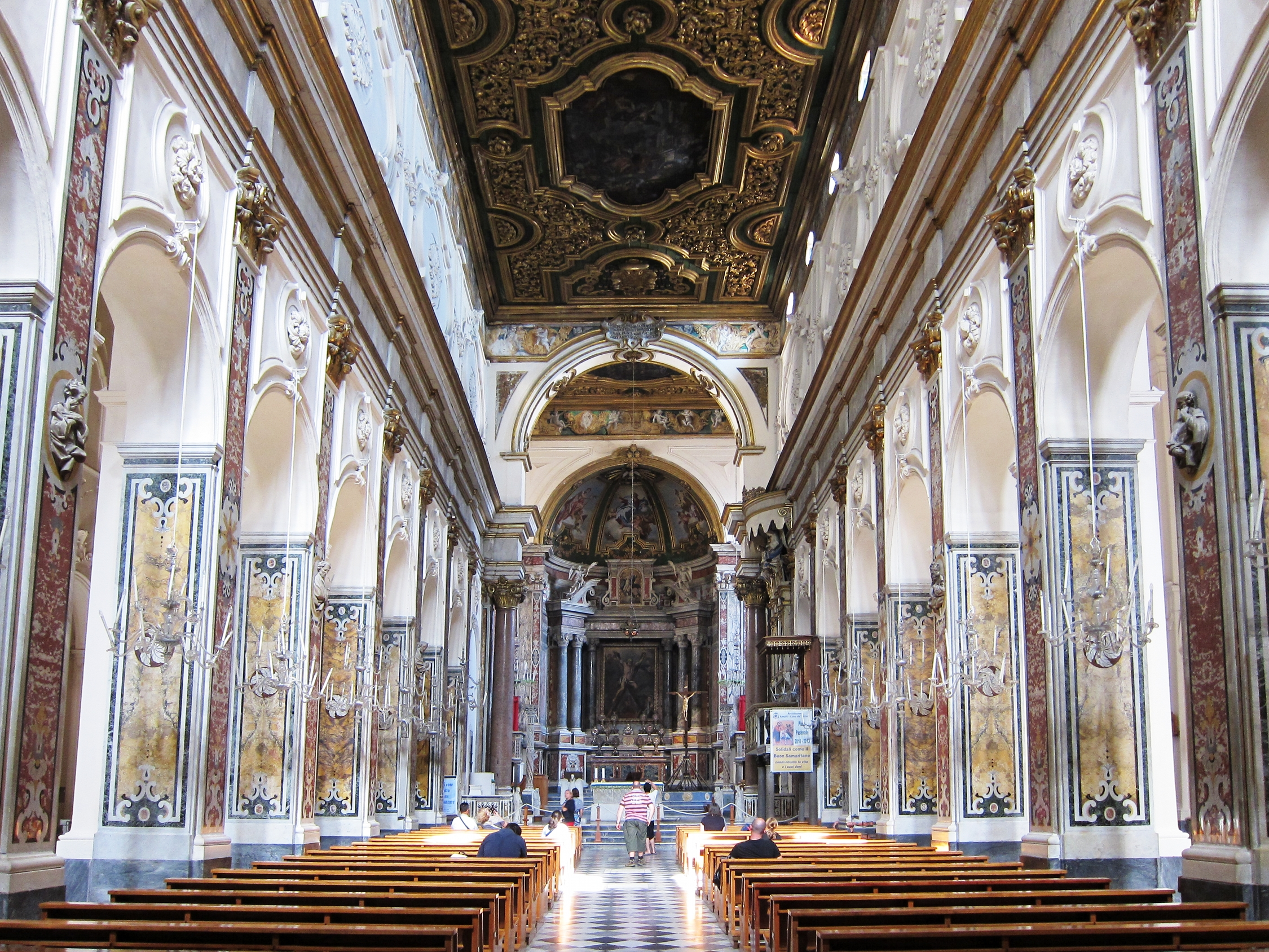
Interiér
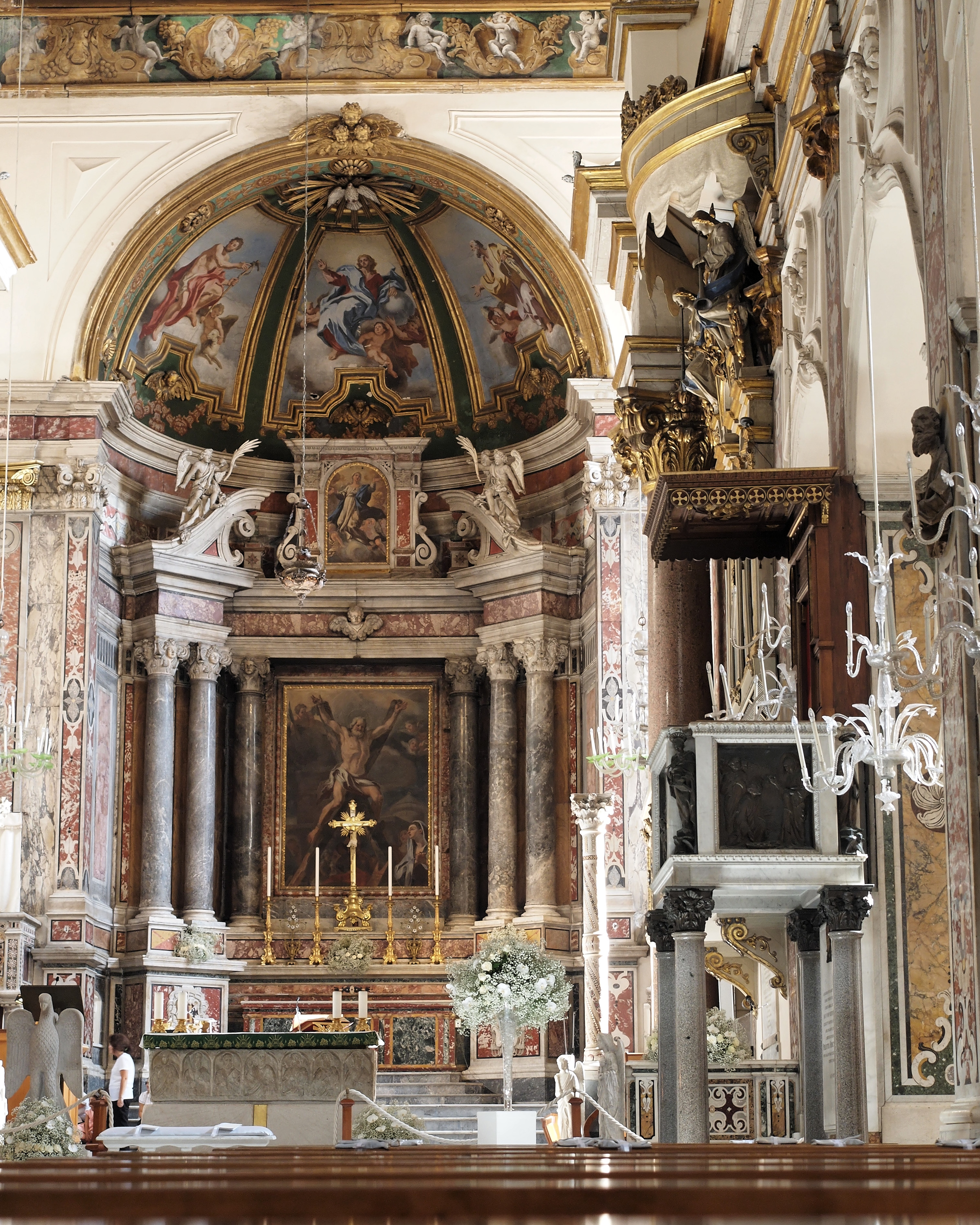
Presbytář a apsida
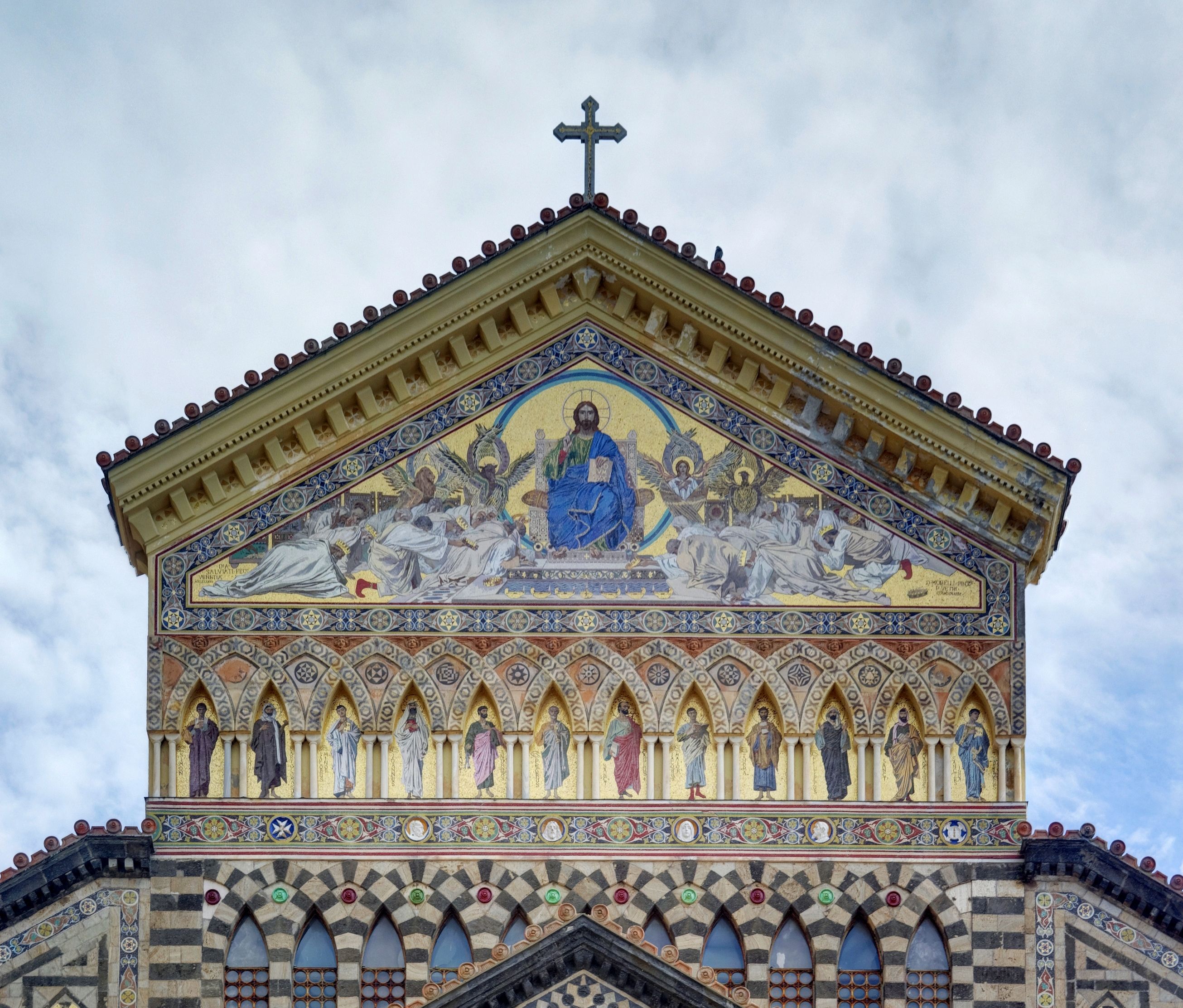
Mozaika v horní části fasády
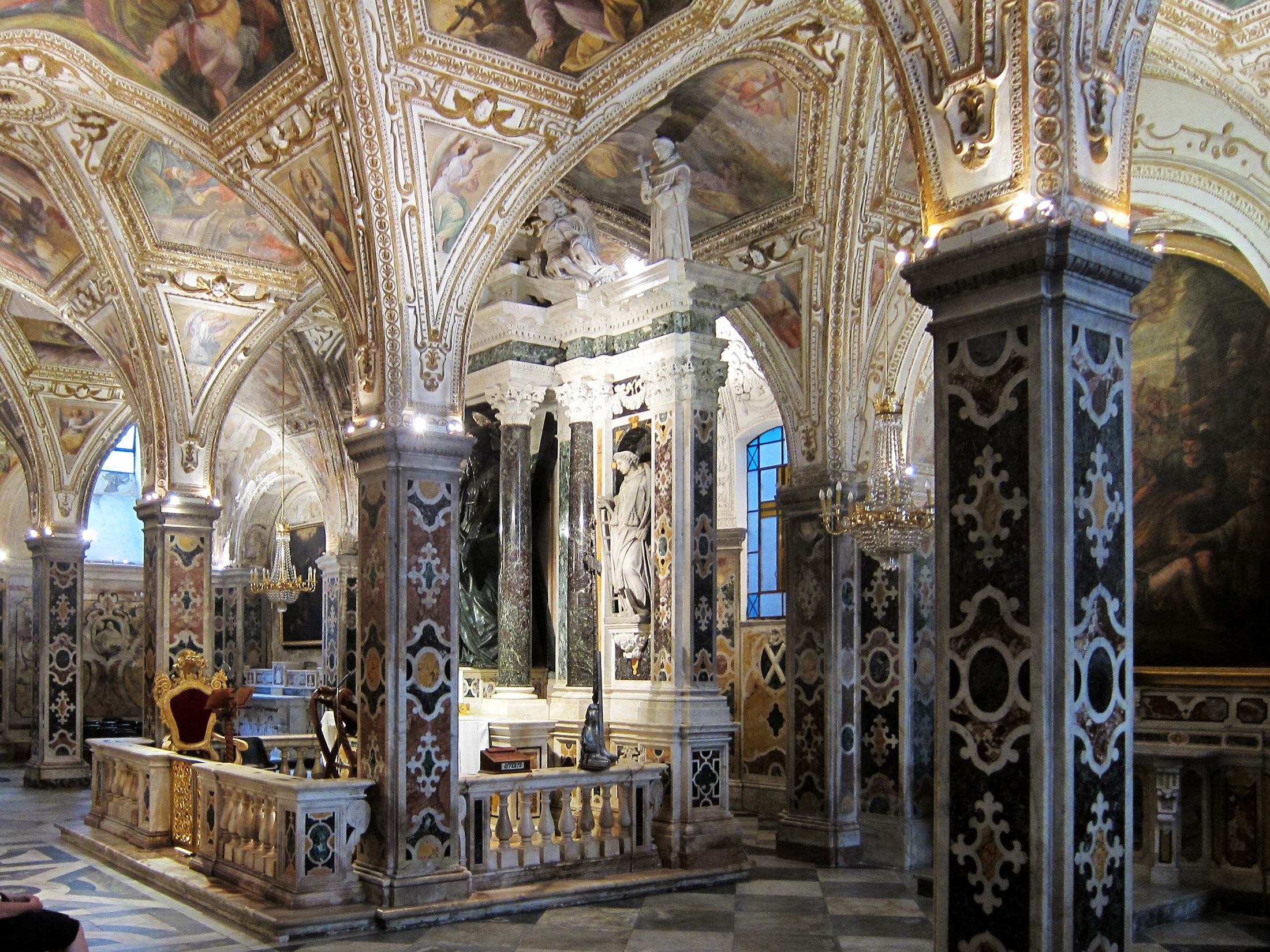
Krypta